# Autoroute A355 (France)
Pour les articles homonymes, voir GCO et Cos.
L'autoroute A355, également appelée Grand contournement ouest (GCO), est une autoroute qui contourne Strasbourg par l'ouest à travers le Kochersberg. D'une longueur de 24 km, elle relie la jonction entre les autoroutes A4 et A35 au nord de Strasbourg jusqu'à la bifurcation entre l'A35 et l'A352 au sud. 
Elle a été financée intégralement par les concessionnaires Sanef (pour le nœud de raccordement à l'A4) et par Vinci Autoroutes (pour le reste du tracé), qui disposent d'un contrat de concession de 54 ans. L'autoroute est gérée par l'Autoroute du Contournement Ouest de Strasbourg (ARCOS) (Vinci Autoroutes).
Cette infrastructure déleste d'une partie du trafic la traversée strasbourgeoise de l'A35, l'un des axes les plus fréquentés de France avec 160 000 véhicules par jour, dont 15 % de poids lourds,

## Description du projet

### Tracé principal de l'A355
Le contournement ouest constitue le prolongement au nord de Strasbourg de l'autoroute A4, dans le sens Paris-Strasbourg, au niveau de Vendenheim à l'intersection avec l'autoroute A35 Nord provenant de Lauterbourg. Au sud, il prolonge l'autoroute A35, dans le sens Colmar-Strasbourg, sur le territoire de la commune de Duttlenheim à l'intersection avec l'autoroute A352. 
Le tracé emprunte un « couloir » non bâti sur l'ensemble de son tracé : la création de l'A355 ne procède à aucune destruction de maison. Deux grands viaducs sont réalisés (Vallée de la Bruche et nord de Vendenheim), ainsi qu'une tranchée couverte de près de 300 m pour minimiser les impacts auprès des habitants des communes de Vendenheim et de Eckwersheim. L'autoroute traverse la zone de protection spéciale (ZPS) nord du grand hamster d'Alsace, à Kolbsheim et Ernolsheim-Bruche imposant au concessionnaire le respect de fortes contraintes environnementales. Le niveau des compensations imposé aux concessionnaires est ainsi inédit. Mais selon une étude scientifique publiée par Reporterre, les mesures de compensation s'avèrent le plus souvent inefficaces,. Même si le grand hamster n'est pas menacé d'extinction à l'échelle mondiale, sa population s'écroule littéralement dans la plaine d'Alsace,.
L’investissement total initial était estimé à environ 750 millions d’euros en 2012. À la suite des déboires de l'entreprise Vinci (voir ci-dessous) qui avait d'abord été sélectionnée pour la mise en œuvre du chantier, le projet autoroutier a été réduit à un tronçon de 2 × 2 voies sans terre-plein central et le coût estimé atteindrait environ 475 millions d'euros.

### Échangeurs
En plus des échangeurs autoroutiers nord et sud, un échangeur au niveau du barreau de péage d'Ittenheim connecte l'infrastructure à la route nationale 4 permettant de relier Strasbourg  via l'autoroute A351. Un quatrième échangeur au niveau de la zone d'activités de la plaine de la Bruche entre Duttlenheim et Duppigheim, relié à l'aire de service de Duttlenheim, donne un accès à la zone d'activité.
Contrairement au projet présenté lors de l’enquête publique, l’échangeur nord constitue une continuité entre l'A4 et l’A355. En venant de Paris, les automobilistes sont conduits naturellement à éviter la traversée de Strasbourg (M35) pour emprunter le contournement (A355). À contrario, pour se diriger vers Strasbourg, ils doivent emprunter une bretelle. À cet emplacement, le trafic s’élève à environ 100 000 véhicules par jour (70 000 de Brumath et vers Brumath sur l'A4, et 30 000 véhicules de Lauterbourg et vers Lauterbourg sur l’A35). La bretelle a été redimensionnée (déboitement à deux voies) pour absorber les 70 000 passages journaliers (abstraction faite des véhicules en transit réorientés vers l'A355).

## Tracé
Section concédée à ARCOS et payante.

Du nord au sud :
- Échangeur entre A4, A35 et A355 : Paris , Nancy-Metz, Brumath, Haguenau, Strasbourg - nord
  - Ouvrage d'art : Viaduc de Vendenheim
  - Ouvrage d'art : Section couverte de Vendenheim
- 2 Strasbourg (RD 1004 - RM 351) : Strasbourg - ouest, Saverne, Eckbolsheim, Metz - Nancy
- Péage d'Ittenheim
  - Ouvrage d'art : Viaduc de la Bruche
- 1 Parc d'activités économiques de la Plaine de la Bruche : Parc d'activités économiques de la Plaine de la Bruche +  Aire de service de la Bruche (dans les deux sens)
- Échangeur entre A35, A352 et A355 : Schirmeck, Molsheim, Saint-Dié-des-Vosges par Col, Strasbourg - sud

### Requalification de la M35 traversant Strasbourg
La M35 (ainsi dénommée dans la traversée de Strasbourg depuis 2021) a été conçue pour accueillir un trafic de 50 000 véhicules/jour et rester praticable jusqu’à 80 000 véhicules/jour. En 2010, 164 000 véhicules/jour en moyenne sont comptabilisés à hauteur de Cronenbourg. 
Le détournement du trafic de poids lourds en transit permet d'envisager une grande opération de requalification de la M35 traversant Strasbourg entre Vendenheim et Geispolsheim. Le président de l’Eurométropole de Strasbourg a procédé à l’installation d’un groupe de travail à cet effet. Nombreux sont toutefois ceux, parmi les opposants comme les défenseurs du projet, qui expriment des craintes quant à l’accessibilité de Strasbourg. Consécutivement à l'ouverture de l'A355, une interdiction de transit des poids lourds est mise en place sur la M35.

### Trafic
Un mois après la mise en service de l’A355, le trafic de 20 000 à 30 000 véhicules par jour n’a pas encore été atteint. Cependant le trafic des poids lourds est satisfaisant : 80 à 90% des camions qui transitaient par l’A35 dans sa traversée de l’Eurométropole empruntent désormais le GCO.
Huit mois après sa mise en service, l'A355 a permis de réduire de 33 % le nombre de poids lourds et de 6 % le nombre de voitures sur la M35. Entre 6 000 et 7 000 véhicules empruntent quotidiennement l'A355.
En 2023, le trafic quotidien moyen est 17 200 véhicules dont 5 200 poids lourds, en hausse de 16 % par rapport à 2022.

## Calendrier
En 2012, le début du chantier de l'autoroute A355 était initialement annoncé pour 2013 et la mise en service prévue en 2016 ou 2017. Vinci Concessions avait été choisi comme concessionnaire en janvier 2012, avant que sa candidature soit invalidée en juin suivant pour défaut de financement.
En novembre 2014, un nouvel appel d'offres est lancé : les quatre entreprises candidates au premier appel d'offres, Vinci, Eiffage, Bouygues et un consortium composé de Lingenheld, Fayat et NGE, sont de nouveau en lice pour un marché total de 475 millions d'euros.
Le début des travaux est alors prévu pour 2018 et la mise en service du tronçon autoroutier pour 2020.
Le décret du 29 janvier 2016, publié au Journal officiel du 31 janvier, désigne Vinci comme concessionnaire de l'A355 après une première attribution en 2012. Il s'agira d'une autoroute à péage, financée intégralement par Vinci et concédée pour une durée de 54 ans.
L'autoroute est inaugurée par le Premier ministre Jean Castex le 11 décembre 2021, rappelant le soutien de l'État au projet, malgré l'opposition de certains élus, notamment la maire écologiste de Strasbourg Jeanne Barseghian qui ne s'est pas déplacée.

## Travaux préparatoires
En septembre 2016, des forages sont menés sur l'ensemble du tracé. Dans le cas particulier de Kolbsheim, ces travaux préparatoires situés en ZPS commencent vraisemblablement sans autorisation. Les travaux ont été arrêtés. Le maire de Kolbsheim, opposant au projet, a profité d'une atteinte portée à l'habitat du grand hamster pour prendre un arrêté « interdisant les travaux […] sur le ban de Kolbsheim ». En réalité, aucun hamster n'a été repéré depuis de nombreuses années sur cette commune. Cet arrêté a été levé depuis. Fin 2016, au titre des mesures compensatoires préalables à la construction de l'infrastructure, la société d'autoroute a procédé à un premier lâcher de 70 grands hamsters dans la ZPS sud, sur le territoire des communes d'Elsenheim, Grussenheim et Jebsheim. Alsace Nature se pose la question du caractère pertinent de la mesure à 45 km de la zone concernée par les travaux. D'ailleurs, le maire d'Elsenheim s'est fendu d'une lettre à la sous-préfecture, restée jusque-là sans réponse (« on a été mis devant le fait accompli »).
En avril et mai 2017, de nouveaux comptages des terriers effectué par l'Office national de la chasse et de la faune sauvage (ONCFS), sur l'ensemble des 3 ZPS, ont révélé une évolution encourageante de leur nombre, passant de 400 à 523. Il n'en est pas moins vrai que le grand hamster fait partie des espèces menacées.
En septembre 2017, le concessionnaire commence le déboisement des massifs forestiers pour permettre les diagnostics archéologiques préalables. Face au blocage par des opposants au projet, le ministère des transports décide de suspendre ces travaux. Nombre d'élus locaux, les présidents de la CCI Alsace Eurométropole, de la Chambre régionale de métiers et de l’artisanat du Grand Est en appellent directement au Premier ministre, Édouard Philippe, pour que les travaux reprennent. Alsace Nature demande elle-aussi à être reçue par le Premier ministre.
Le 3 octobre 2017, les ministres de la Transition écologique et solidaire et des Transports confirment que l’État respectera les termes du contrat relatif au contournement ouest de Strasbourg conclu en 2016 avec le concessionnaire ARCOS.

## Travaux
Les travaux de terrassement débutent en octobre 2018 sur le territoire des communes de Vendenheim et Ittenheim. La mise en service de l'autoroute est prévue pour le second semestre 2021.
Fin novembre 2019, le chantier emploie un millier de personnes. Il s'agit alors du troisième plus gros chantier de génie civil en France. Les prix des péages seront soumis à l'approbation de l’État courant 2021, le tarif de référence est de 3,40 euros hors taxes pour les voitures et 9,70 euros hors taxes pour les poids lourds. Le concessionnaire Vinci souhaite également demander une prolongation de la concession (dont l'échéance est prévue en 2070) pour compenser le retard pris sur le lancement des travaux.
Au 1er janvier 2020, environ 70 % du terrassement et les deux tiers des ouvrages d'art ont été réalisés. Le bitume est posé à partir du second semestre 2020. La mise en service de l'autoroute est annoncée pour novembre 2021.
Le 18 mars 2020 — alors qu'il s'agit du plus gros chantier autoroutier du pays — les travaux sont suspendus en raison de la pandémie de Covid-19. Le chantier redémarre progressivement à partir du 28 avril.
Le centre d'exploitation de l'A355 situé à Ittenheim est achevé en juin 2020. À cette date, le retard lié à la crise sanitaire est estimé à environ neuf semaines. L'ouverture de l’autoroute pourrait ainsi être reportée à début 2022.
La pose des enrobés débute fin novembre 2020. Environ 400 000 tonnes de granulats et de bitume sont nécessaires pour réaliser les enrobés des 24 kilomètres d'autoroute ainsi que les bretelles, échangeurs et parkings.

## Soutien au projet

### Chambre de commerce
Pour soutenir le projet, les CCI de Strasbourg, du Bas-Rhin et d'Alsace ont créé le blog GCO 2016 tous gagnants.

### Automobile Club Association
L’Automobile Club Association s’est déclarée favorable dès l’origine à ce projet en 1970 et se réjouit de la mise en œuvre du GCO, maillon qu'il juge indispensable et attendu de la mobilité dans la région. 
Un site internet a été mis en place pour témoigner de ce soutien.

## Opposition au projet

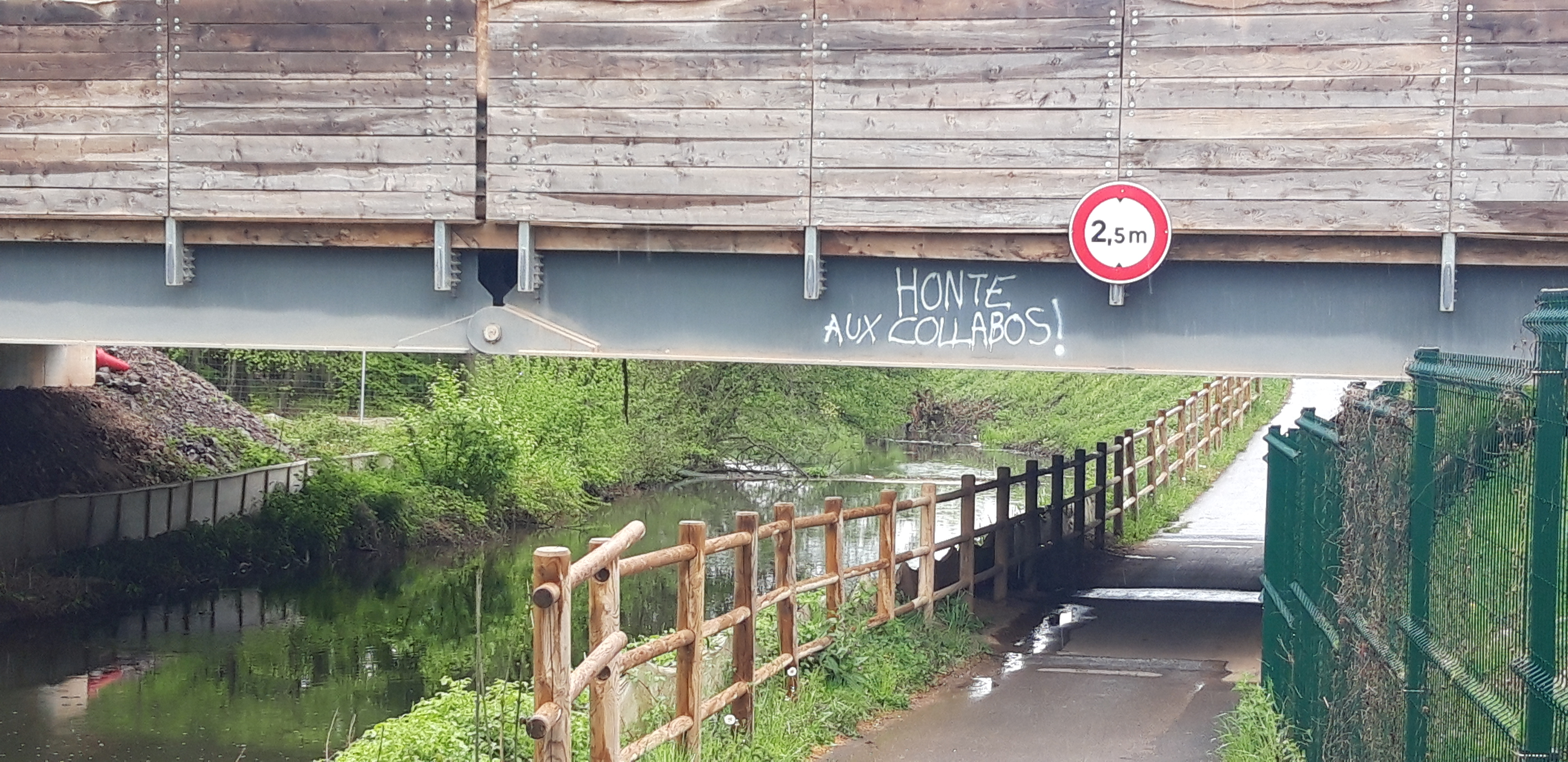
Tag de protestation contre l'A355 au droit du viaduc de Kolbsheim.

Le rapport de la commission d'enquête indique que « le désengorgement de Strasbourg n'est pas l'enjeu ni l'objectif » de l'autoroute A355. L'association croit trouver la raison d'être de cette autoroute dans un document de la Chambre de commerce et d'industrie de Strasbourg qui précise que le « trafic entre le Nord et le Sud de la région ne fait que croître, tout comme celui lié aux échanges internationaux ».
Alsace Nature porte plainte contre la tentative de réalisation de travaux préparatoires de déboisement entre le 1er septembre et le 15 octobre 2017. Le Conseil national de la protection de la nature, dont l'avis est consultatif, émet de nombreux griefs contre le projet. Ils concernent principalement l'échangeur de Vendenheim, le viaduc qui doit enjamber la Bruche, la problématique du hamster et la faiblesse de certaines mesures de compensation environnementale,. Le second passage devant le Conseil national de la protection de la nature mi-décembre 2017 se traduit par un nouvel avis négatif. L’État autorise toutefois la construction de l'autoroute A355. Pour le chercheur en transports Aurélien Bigo, cette infrastructure autoroutière « soutient un modèle d’aménagement carboné »,, (voir paradoxe de Downs-Thomson).
Le 17 juin 2021, les recours juridiques contre l'autoroute A355 sont examinés. Le rapporteur public demande de reprendre les mesures compensatoires en matière de biodiversité. La justice donne certes raison à l'association sur presque tous les points, mais le principe de réalité selon lequel l'autoroute A355 est quasi achevée prévaut : l'autoroute est mise en service fin 2021. Selon GCO non merci, le sunk cost fallacy (« biais cognitif des coûts irrécupérables »), est à l’œuvre dès lors que les travaux ont déjà débuté. Le bilan global du trafic cumulé sur l'A355 et la M35, avec un réseau routier plus attractif, montre une légère augmentation de 1,6 %.

### Positionnement
Stéphane Bern, Charlotte de Turckheim et José Bové interpellent Audrey Azoulay, ministre de la Culture, sur les dégâts qu'entraînerait la construction du grand contournement ouest de Strasbourg sur les jardins du château de Kolbsheim. 
Le projet autoroutier est contesté dans plusieurs des communes traversées, pour de nombreuses raisons : il doit être frayé dans le Kochersberg, zone agricole fertile, et va modifier l'environnement de 24 communes ; il menace l'habitat naturel du grand hamster d'Alsace, déjà réduit par l'extension de la culture intensive du maïs dans la région. Des écologistes alsaciens dénoncent un projet destiné à subventionner le secteur du BTP aux dépens des populations locales,. Certains agriculteurs craignent que leurs parcelles ne soient polluées, et refusent la disparition de 280 hectares de terres cultivables très fertiles. Alsace Nature regrette l'absence de débat public, en dépit des assurances données par les hommes politiques,,.

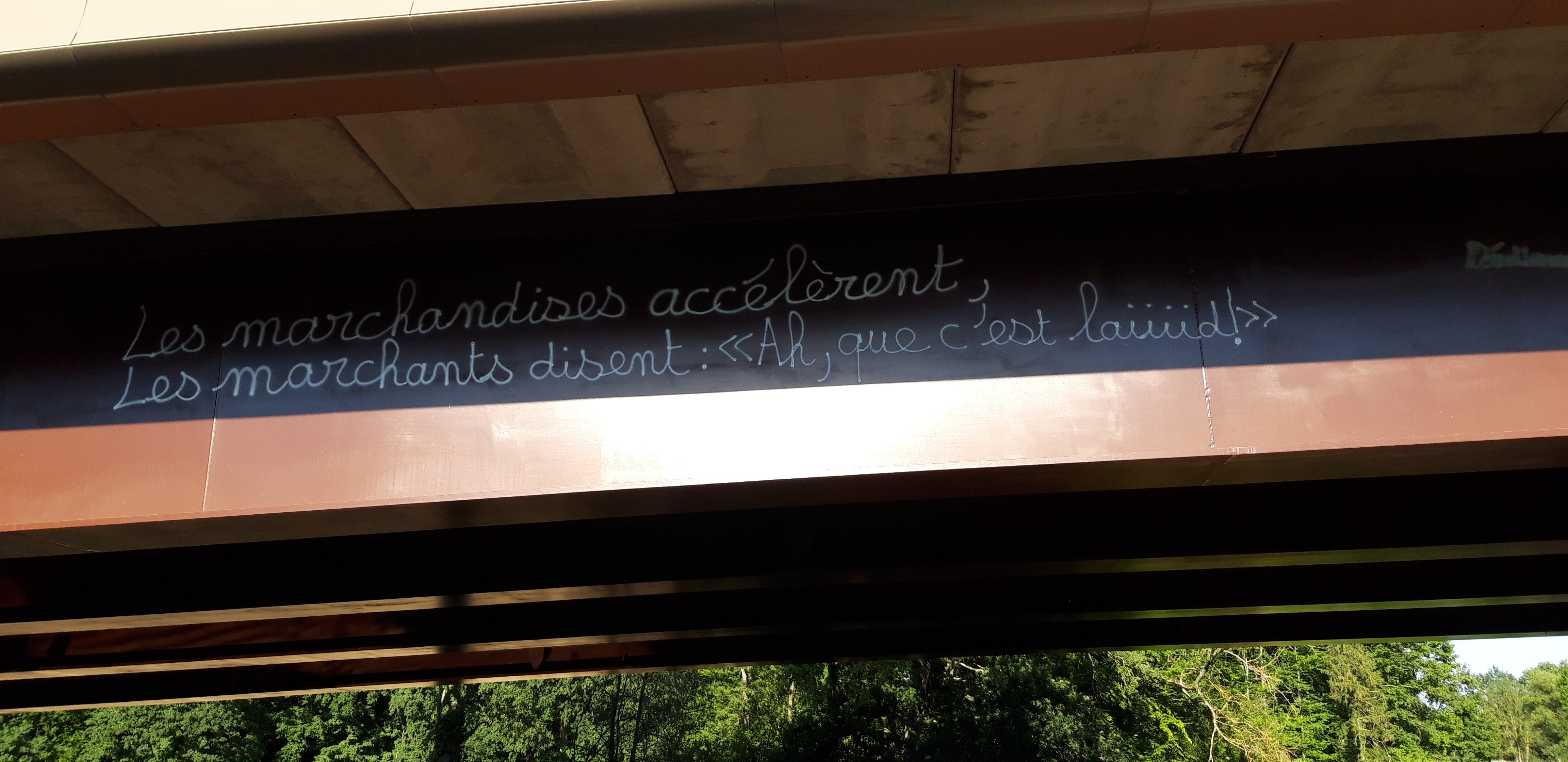
Tag de protestation contre l'A355 sur le viaduc de Kolbsheim au-dessus de la Bruche.

Un collectif « GCO non merci » — composé d'Alsace Nature, des amis de la Confédération paysanne, des Jeunes écologistes ; du collectif Alsace Notre-Dame des Landes, du groupe Convergence des luttes en Alsace et ailleurs ; de partis politiques comme Europe Écologie Les Verts ; d'élus et de maires de communes opposés au projet comme Alain Jund, écologiste et vice-président de l'Eurométropole Strasbourg, Dany Karcher, maire de Kolbsheim, Luc Huber, maire délégué de Pfettisheim, Jean-Charles Lambert, maire de Stutzheim-Offenheim, ou encore Philippe Pfrimmer, maire de Vendenheim ; des agriculteurs indépendants ou syndiqués — représente l’opposition visible au projet depuis plus de vingt ans pour certains.
Le parti Unser Land s'oppose à ce qu'il considère comme le saccage du Kochersberg.

### Chronologie

#### Opérations cabanes
En juin 2014, l'opération « cabanes anti-GCO » commence avec l'installation le 29 juin, entre Duppigheim et Duttlenheim sur la route départementale D393 à proximité de l'intersection avec la D111, d'une première cabane destinée à alerter les habitants et automobilistes. En septembre, une deuxième est érigée à Kolbsheim, à l'intersection de la D45 et de la D174, avec le soutien de maires des communes concernées par le projet. Inaugurée le 27 septembre, elle va devenir un point de rendez-vous régulier. Début 2015, une troisième cabane est inaugurée le 24 janvier en bordure de la route départementale D263 à la sortie nord de Vendenheim. Une quatrième est installée le 29 juin 2015 en bordure de la nationale 4, à proximité des communes d'Ittenheim et de Breuschwickersheim.
En 2016, l'opposition se poursuit avec la mise en place d'une cinquième le 30 janvier sur la D31 entre Pfettisheim et Pfulgriesheim. À cette occasion, Luc Huber, maire délégué de Pfettisheim et pilier du collectif GCO non merci, lance la formule « Vinci geh Heim ! » (« Vinci rentre chez toi »). Le 4 février, Emmanuelle Cosse, alors secrétaire nationale d'EELV, se rend en visite à la cabane de Kolbsheim. Le 12 mars suivant, une sixième cabane est inaugurée à Stutzheim-Offenheim. Enfin le 28 mai, une septième est installée à Griesheim-sur-Souffel.
En 2017, une huitième est inaugurée le 4 février à Eckwersheim au pied du château d'eau le long de la route départementale D226. Le 14 juin, José Bové, eurodéputé écologiste vient confirmer son engagement aux côtés des opposants, à la cabane de Kolbsheim devenu le « spot de Kolbsheim » et bivouaque avec eux dans un pré à côté de l'ancien moulin du village. Quelques jours plus tard, le 24 juin, quasiment 3 ans jour pour jour, la première cabane qui avait été éphémère, est définitivement installée à proximité de l'intersection entre la D393 et D111, entre Duppigheim et Duttlenheim sur le terrain d'un agriculteur opposé au projet.
Le collectif GCOnonMerci prévient alors qu'il ne restera pas longtemps insensible à l'appel des zadistes, bien que la population locale soit traditionnellement attachée au respect de la légalité.

#### Autres actions
Alsace Nature annonce saisir la commission européenne pour non-respect des directives Habitat-Faune-Flore ainsi que de l'étude d’impact[Quand ?].
En février 2016, la pétition « Tous unis contre le GCO » est mise en ligne.
Le 22 mars 2016, de nombreux agriculteurs se mobilisent et matérialisent l'emprise du GCO à Griesheim-sur-Souffel.
Les 2 et 3 avril suivant, la réserve du Bishnoï est inaugurée près d'Ernolsheim-Bruche.
Le 24 avril, une marche populaire entre Pfettisheim et Vendenheim rassemble environ 350 personnes le long de l’hypothétique tracé du GCO entre ces deux communes.
De nombreuses associations locales et régionales ont appelé à participer à un grand rassemblement contre le Grand Contournement de Strasbourg le samedi 15 octobre 2016 à Strasbourg. Outre quarante tracteurs, la manifestation a rassemblé 1 800 personnes selon la police et 3 000 selon les organisateurs.
En Alsace, le collectif Alsace NDDL qui soutient les opposants au projet d'aéroport du Grand Ouest rappelle qu'en « arriver à une confrontation sur le terrain est la résultante née de l'obtusisme des collectivités à croire que ce qu'elles défendent est l'unique solution. L'absence d'un dialogue objectif est de leur responsabilité et donc, la confrontation sur le terrain aussi ». Fort du soutien des deux mille manifestants (estimation des organisateurs) à Strasbourg, le président d'Alsace Nature précise que « s’il le faut, même si ce n’est pas notre volonté, peut-être que nous serons même obligés pour arriver à nos fins à monter une ZAD », tandis que le président de France Nature Environnement souhaite que le GCO connaisse un retentissement national.
Dans la nuit du 27 au 28 octobre 2016, des engins effectuant des sondages géotechniques ont été sabotés sur le ban de la commune d'Eckwersheim. Dans un communiqué publié le 29 octobre le collectif GCO non merci « ne cautionne pas ces actes » mais « n'exclut pas une certaine forme de désobéissance civile ».
Le 29 mars 2017, le tribunal administratif de Strasbourg rejette la requête de l'association Alsace Nature contre le contrat de concession. Le tribunal estime que l'association, ainsi que la commune de Vendenheim, qui s'était associée à la requête, n'ont pas suffisamment prouvé être lésées par ce contrat de concession. Le 7 avril suivant, Alsace Nature est déboutée d'une procédure en référé-suspension contre les arrêtés préfectoral et ministériel autorisant des travaux préparatoires au GCO dans des zones protégées.
Venu soutenir les opposants le 14 juin 2017, le député européen José Bové annonce un moratoire de la part de Nicolas Hulot, ministre de la Transition énergétique et solidaire. Mais le ministre dément catégoriquement les propos tenus par le député. Les Dernières Nouvelles d'Alsace titrent « Bové met Hulot dans l'embarras ». La députée de la circonscription Martine Wonner (LREM) a exprimé son opposition personnelle au projet, sachant qu'elle seule ne peut contribuer à faire annuler le projet. La représentante bas-rhinoise du parti LREM, Laurence Vaton, a également affirmé son opposition au projet. Mais LREM n’a pas pris de position officielle sur le sujet. Par ailleurs, le gouvernement a annoncé la fin de la période des grandes infrastructures, pour mieux se consacrer à l'entretien et la modernisation de celles existantes, et ainsi redonner ses lettres de noblesse aux transports du quotidien. Les opposants au projet aimeraient que cette philosophie soit appliquée localement,. Martine Wonner a défendu son point de vue auprès du cabinet de la ministre chargée des Transports, Élisabeth Borne.

#### Tentatives de création d'une zone à défendre
Une zone à défendre commence à se mettre en place le 5 août 2017 à Kolbsheim, sur un terrain appartenant au châtelain voisin, opposé au projet, et avec l'assentiment du maire de la commune, partisan de la « désobéissance civile et non violente dans la lutte contre Vinci ». Même si les agriculteurs concernés par le trajet affirment leur opposition au projet, la FDSEA, quant à elle, ne souhaite pas s'y opposer.
Un culte anti-GCO s'est tenu à Vendenheim le dimanche 17 septembre 2017. En effet, les églises protestantes avaient promis de s'engager en faveur de la justice climatique après la conférence de Paris de 2015 sur les changements climatiques (connue sous le nom de COP21). Le GCO, constitue un exemple de projet nuisible pour le climat selon certains pasteurs, qui entendent s'y opposer,. En mai 2018, un culte œcuménique catholique et protestant anti-GCO se tient à Griesheim-sur-Souffel.
Une manifestation contre le GCO a eu lieu à Strasbourg le samedi 30 septembre 2017. Le 25 août 2018, des élus écologistes demandent au ministre de s'opposer au projet, mais il démissionne trois jours plus tard.
La ZAD est évacuée par les gendarmes le 10 septembre 2018. Jusqu'en juillet 2019, les zadistes cherchent un nouveau terrain sans succès.

## Position de la FNSEA
La FNSEA tout d'abord opposée au projet, a entrepris de négocier avec Vinci dans le cadre du projet de remembrement. La négociation a suscité des critiques virulentes de la part d’Alsace Nature et des écologistes qui voient d’un mauvais œil, à la fois l’autoroute et le processus de remembrement. En septembre 2018, les agriculteurs de la FNSEA, pour bien souligner la rupture, ont déversé du fumier devant le siège d’Alsace Nature.